# Посьвентне (Опочинський повіт)
Посьвентне (пол. Poświętne) — село в Польщі, у гміні Посвентне Опочинського повіту Лодзинського воєводства.
Населення — 385 осіб (2011).
У 1975-1998 роках село належало до Пйотрковського воєводства.

## Демографія
Демографічна структура станом на 31 березня 2011 року:
|          | Загалом | Допрацездатний вік | Працездатний вік | Постпрацездатний вік |
| -------- | ------- | ------------------ | ---------------- | -------------------- |
| Чоловіки | 197     | 36                 | 136              | 25                   |
| Жінки    | 188     | 32                 | 102              | 54                   |
| Разом    | 385     | 68                 | 238              | 79                   |